# Time-Stretching

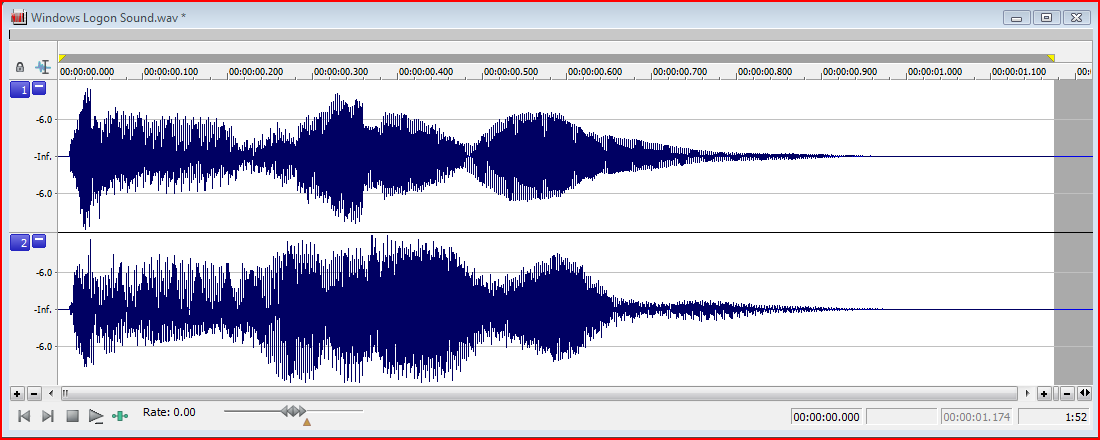
Sample in Originallänge in Sony Sound Forge

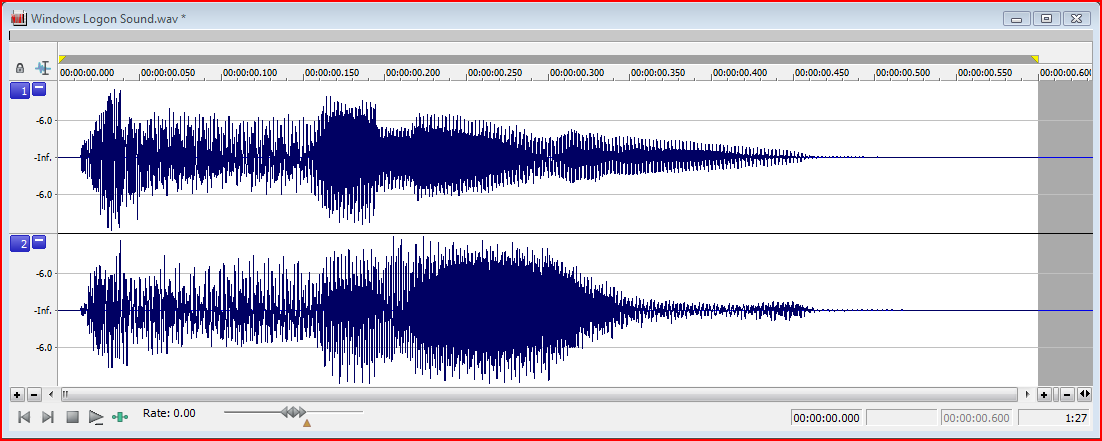
Dasselbe Sample per Time-Stretching auf 50 % gekürzt

Time-Stretching ist ein Begriff aus der Audiotechnik und beschreibt das Ändern der Wiedergabegeschwindigkeit von Audiomaterial, ohne dabei die Tonhöhe zu verändern.
Das Gegenteil von Time-Stretching ist die Tonhöhenänderung (fachsprachlich englisch pitch shifting), bei der nur die Tonhöhe, nicht jedoch die Wiedergabegeschwindigkeit geändert wird. Die mathematische Grundlage für beide Verfahren ist häufig die schnelle Fourier-Transformation.
Time-Stretching sowie Tonhöhenänderungen können nur in gewissen Grenzen „realistisch“ klingen. Werte ab etwa 15 bis 20 % Abweichung vom Originalmaterial produzieren hörbare Störgeräusche (Grain- oder Verhallungs-Artefakte), die das Original hörbar verfremden. teilweise aber als Effekt ausgenutzt werden.
Neuere Methoden erlauben mittlerweile eine verbesserte Qualität, die über einen größeren Bereich aufrechterhalten werden kann.